# Kódy diagnóz
Kódy diagnóz (též diagnostické kódy) se používají v medicíně k identifikaci a seskupování nemocí, poruch, symptomů a klinických příznaků, a k vyhodnocování nemocnosti a úmrtnosti.
Kódy mohou být poměrně často revidovány, vzhledem k nově získávaným poznatkům. DSM mění některé své kódy podle kódů ICD. Například v roce 2005 se v DSM změnily kódy pro poruchy spánkového cyklu ze skupiny 307 na skupinu 327. Nové kódy odrážejí přesun těchto poruch ze sekce duševních poruch do sekce neurologické.

## Běžně používané systémy kódů diagnóz
- ICD-9-CM (pouze část 1 a 2. Část 3 obsahuje kódy procedur)
- ICD-10
- ICPC-2 (zahrnuje také důvody vyhledání zdravotnické péče (RFE), kódy procedur a proces péče)
- ICSD, Mezinárodní klasifikace spánkových poruch
- NANDA
- Diagnostický a statistický manuál duševních poruch nebo DSM-IV (primární psychiatrické poruchy)
- Mendelian Inheritance in Man (pouze genetické nemoci)
- SNOMED (D axis)